# Partido de Cuzcúz
El Partido de Cuzcúz, igualmente denominado como la Provincia del Partido de Illapel fue una de las entidades administrativas que compuso la Intendencia de Santiago de Chile, esta dentro de la Capitanía General de Chile bajo la Corona Española hasta 1818, donde sería traspasada a la República de Chile. Cuzcúz fue creado a partir del corregimiento de Quillota y más tarde del Partido de Quillota a inicios de 1787, fue suprimido en 1826 tras su respectiva constitución, cual, provocó que el partido se disolviera y transformara en el Departamento de Illapel. Su cabecera fue la Villa de San Rafael de las Rozas.
Su territorio abarcaba desde la localidad de Canela (Actualmente «Canela Baja»), siendo la más septentrional, hasta Quilimarí, siendo la más meridional.

## Historia administrativa
El partido de cuzcúz en un principio era parte la Intendencia de Santiago de Chile, esto hasta 1811, donde se crearia la Intendencia de Coquimbo, siendo segregada a la intendencia en cuestión.

## Territorio

### Fronteras
Cuzcúz limitaba con los partidos de Coquimbo al norte, delimitado por el Estero Canela, Aconcagua al este, y Quillota al sur, este dividido por las cumbres cercanas. 

### Administración
El partido estaba administrado por 9 distritos en todo el territorio, cuales eran:
- San Rafael de las Rozas
- Cuzcúz
- Illapel
- Choapa
- Mincha
- Canela
- Pupío
- Quilimarí
- Huentelauquén[2]